# Gerhard Stolle
Gerhard Stolle (* 11. listopadu 1952) je bývalý východoněmecký atlet, běžec, který se věnoval středním tratím, zejména půlce, halový mistr Evropy z roku 1975.

## Sportovní kariéra
V roce 1973 získal stříbrnou medaili v běhu na 800 metrů na halovém mistrovství Evropy. O dva roky později se v Katovicích stal v této disciplíně halovým mistrem Evropy. Na evropském šampionátu v Římě v roce 1974 doběhl ve finále běhu na 800 metrů pátý, vytvořil si přitom osobní rekord 1:46,19.